# Mark Speight
Mark Warwick Fordham Speight (Trowbridge, 6 augustus 1965 - Londen, 13 april 2008) was een Brits televisiepresentator. Hij is het meest bekend van SMart, het langlopende kunstprogramma voor kinderen van de BBC.

## Achtergrond
Speight groeide op in Wolverhampton, West Midlands. Hij ging korte tijd naar het Tettenhall College en later naar de Regis Comprehensive school (de huidige King's Church of England School), maar verliet deze toen hij zestien jaar oud was.

## Dood
In januari 2008 ontdekte Speight het lichaam van zijn verloofde en voormalig collega Natasha Collins in hun flat in Londen. Hij werd gearresteerd omdat hij mogelijk betrokken zou zijn geweest bij haar dood, maar werd uiteindelijk zonder straf vrijgelaten.
Op 8 april van datzelfde jaar werd Speight door familie en vrienden als vermist opgegeven, nadat hij een dag eerder niet was komen opdagen bij een bezoek. Op 13 april werd zijn lichaam 's morgens door een onderhoudsman verhangen gevonden aan het dak van MacMillan House, gelegen naast Station London Paddington. Op 14 april bevestigde de politie dat het om het lichaam van Speight ging.
Men gaat ervan uit dat Speight zelfmoord heeft gepleegd. Hij werd bestempeld als 'zeer gevoelig' en vermoed wordt dat hij moeite had met het verwerken van de dood van zijn verloofde.